# Le stelle del silenzio
Le stelle del silenzio (The World of the Starwolves) è un romanzo di fantascienza del 1969 dello scrittore statunitense Edmond Hamilton, terzo e ultimo capitolo della trilogia del Lupo dei cieli (Starwolf), i cui primi due romanzi sono Il lupo dei cieli (The Weapon from beyond, 1967) e Pianeta perduto (The Closed Worlds, 1968).
Il romanzo è stato pubblicato in italiano per la prima volta nel 1969.

## Trama
John Dilullo si trova nella sua nativa Brindisi quando viene raggiunto da Morgan Chane.
Chane racconta come i varniani, gli abitanti del pianeta Varna dotati di straordinarie capacità fisiche e che avevano allevato Chane dopo la morte dei suoi genitori originari dalla Terra, abbiano rubato delle gemme di incalcolabile valore.
Chane propone a Dilullo di sottrarre ai varniani le preziose gemme.

## Edizioni
(parziale)
- Edmond Hamilton, The World of the Starwolves, Ace Books, 1969.
- Edmond Hamilton, Le stelle del silenzio, traduzione di Ugo Malaguti, Mondi di Domani, Libra Editrice, 1969.
- Edmond Hamilton, Le stelle del silenzio, traduzione di Ugo Malaguti, Urania Collezione numero 179, Mondadori, 2018.